# Lancia Esatau
Lancia Esatau es un camión de carga fabricado para el transporte de materiales o pasajeros (según la configuración) y producido por el fabricante Italiano Lancia Veicoli Industriali. Fue lanzado al mercado a finales de 1949 y se comercializó hasta 1963.

## Características principales
El Lancia Esatau fue desarrollado como camión de carga en los años de posguerra. Estaba disponible en múltiples versiones, a menudo utilizado para transportar la bandeja de remolques en los viajes largos por el vertedero de las obras de construcción y para el transporte de coches. Algunos chasis fueron rediseñados para ser utilizados en la fabricación de autobuses.
En 1949 se fabricó la primera versión, el Lancia Esatau 864. Este camión tenía, como lo requiere el código de circulación italiano, el volante a la derecha y estaba destinado al transporte de materiales pesados. No fue sino hasta 1952 que Lancia decide, a instancias de muchos clientes, desarrollar un chasis específico para el transporte de personas, naciendo así, el Esatau V11. Se fabricaron 13.362 ejemplares del Lancia Esatau hasta 1963.